# Бумын-каган
Бумы́н-каган (Буми́н, Тумэ́н, Тумене́, Тумы́нь, Тумы́н; 
др. тюрк. ‏𐰉𐰆𐰢𐰣:𐰴𐰍𐰣‎; кит. упр. 土门, пиньинь tumen) — основатель Тюркского каганата (552 год) и его 1-й каган. Вождь племени Ашина.

## Биография

### Племя Ашина
Во время Великого переселения народов часть хунну осталась на предгорьях Алтая. Они остались жить здесь под управлением вождя Ашина, но вскоре они попали под власть могущественного государства — Жужанского каганата и были вынуждены платить им дань железом.

### Правление Бумын-кагана

#### Начало правления
В 542 году Бумын-каган стал вождём племени Ашина. В поисках союзников против жужаней император Западной Вэй, Вэнь-ди, отправил послов к Бумыну для установления дружественных отношений. Посланник прибывший к тюркютам в 545 году был принят радушно. "В орде все начали поздравлять друг друга, говоря: ныне к нам прибыл посланник от великой державы, скоро и наше государство возвысится". Что указывает на то что господство жужаней было тягостно для тюркютов и война за свободу их не пугала.
Бумын проявил нелояльность к своему сюзерену и отправил в Чанъань (В столицу Западной Вэй) ответное посольство с дарами и тем самым закрепил союз с врагом своего господина. Однако за этим не последовал разрыв с жужанями: по-видимому. переговоры велись тайно. Однако, включаясь в мировую политику, Бумын сознавал, что он слишком слаб, чтобы бороться с жужанями, данником которых он был. Бумын решил добросовестно выполнять долг союзника и вассала. Случай к тому представился в том же году.
Западные телеские племена тяжело переносили жужаньское иго. Наконец, их терпение лопнуло: они восстали и из западной Джунгарии двинулись в Халху, чтобы нанести жужаням удар в сердце. Поход был так плохо организован и время так плохо рассчитано, что здесь можно предположить скорее стихийный взрыв народного негодования, чем планомерно организованную войну. Когда телесцы были на середине пути, из ущелий Гобийского Алтая выехали стройные ряды тюркютов в пластинчатых панцирях с длинными копьями, на откормленных боевых конях. Телесцы не ожидали флангового удара, а кроме того, они собрались воевать не с тюркютами, от которых они никогда не видели ничего плохого, а с ненавистными жужанями. Поэтому они немедленно изъявили полную покорность Бумыну, а он, приняв её, совершил второй нелояльный поступок по отношению к Жужани.
Покорность в степи - понятие взаимообязывающее. Иметь в подданстве 50 тыс. кибиток  можно лишь тогда, когда делаешь то, что хотят их обитатели; в противном случае лишишься и подданных и головы. Телесцы хотели одного - уничтожить жужаней, и Бумын, очевидно, это знал, когда принимал их в свою орду. Но так как этого хотели и его соплеменники, то война была неизбежна. Стремление своих подданных разделял хан, и поэтому события потекли быстро.

#### Разгром Жужаньского каганата
Стремясь вызвать конфликт с жужанями и вместе с тем не желая оказаться в роли обидчика, Бумын пошел на провокацию. Он обратился к жужаньскому хану Анахуаню с просьбой дать ему в жены царевну. Это сразу поставило бы его, по степным обычаям, на равную ногу с ханом, на что тот не мог согласиться, не роняя своего авторитета. Разгневанный хан ответил грубо: "Ты мой плавильщик [тюркюты плавили для жужаней железо], как ты осмелился сделать мне такое предложение".  Отказ ставил Бумына в положение обиженного, а он этого и добивался. Чтобы отрезать пути к примирению, он велел казнить жужаньского посла, и теперь союз с Западным домом Вэй ему весьма пригодился. Немедленно он возобновил переговоры с Вэнь-ди и летом 551 г. получил в жены китайскую царевну Чанле, что окончательно закрепило его авторитет среди кочевников. Стремясь использовать внезапность нападения, Бумын выступил в поход зимой 552 г. и одержал полную победу над жужанями. Анахуань кончил жизнь самоубийством, а сын его Яньлочен бежал к своим союзникам цисцам
Бумын принял титул Иль-хан, но в конце 552 г. умер. На престол вступил его сын, принявший титул Кара Иссык-хан (т. е. Черный Горячий хан).

### Бумын в тюркских памятниках[7]
Наш предок Бумын-каган четыре угла (мира) притеснил, повалил, победил, раздавил. Затем, когда этого хана не стало, народ (наш) погиб, рассеялся и разбежался.
Оригинальный текст (древнетюрк.)

## Наследие
Согласно одной из версий, по имени кагана (в варианте Тумене-хан) мог получить своё название российский город Тюмень.